# یوزف نایرز
یوزف نایرز (انگلیسی: Josef Nairz؛ زادهٔ ۵ نوامبر ۱۹۳۶) از برندگان مدال‌های بازی‌های المپیک زمستانی و اهل اتریش است.